# Tillandsia carlos-hankii
Tillandsia carlos-hankii är en gräsväxtart som beskrevs av Eizi Matuda. Tillandsia carlos-hankii ingår i släktet Tillandsia och familjen Bromeliaceae. Inga underarter finns listade i Catalogue of Life.